# Аграния
Аграния или агриания (лат. agrania или agriania) — древнегреческие празднования с играми и бегами у фиванцев и праздник, учреждённый в Аргосе в память одной из дочерей аргосского царя Прета, впавшей в безумие.
Предположительно, аргосские женщины и девушки учредили это празднество отчасти для умилостивления богов, отчасти для сохранения памяти о том несчастье.